# Cofradía de la Cruz de los Caballeros Hijosdalgo

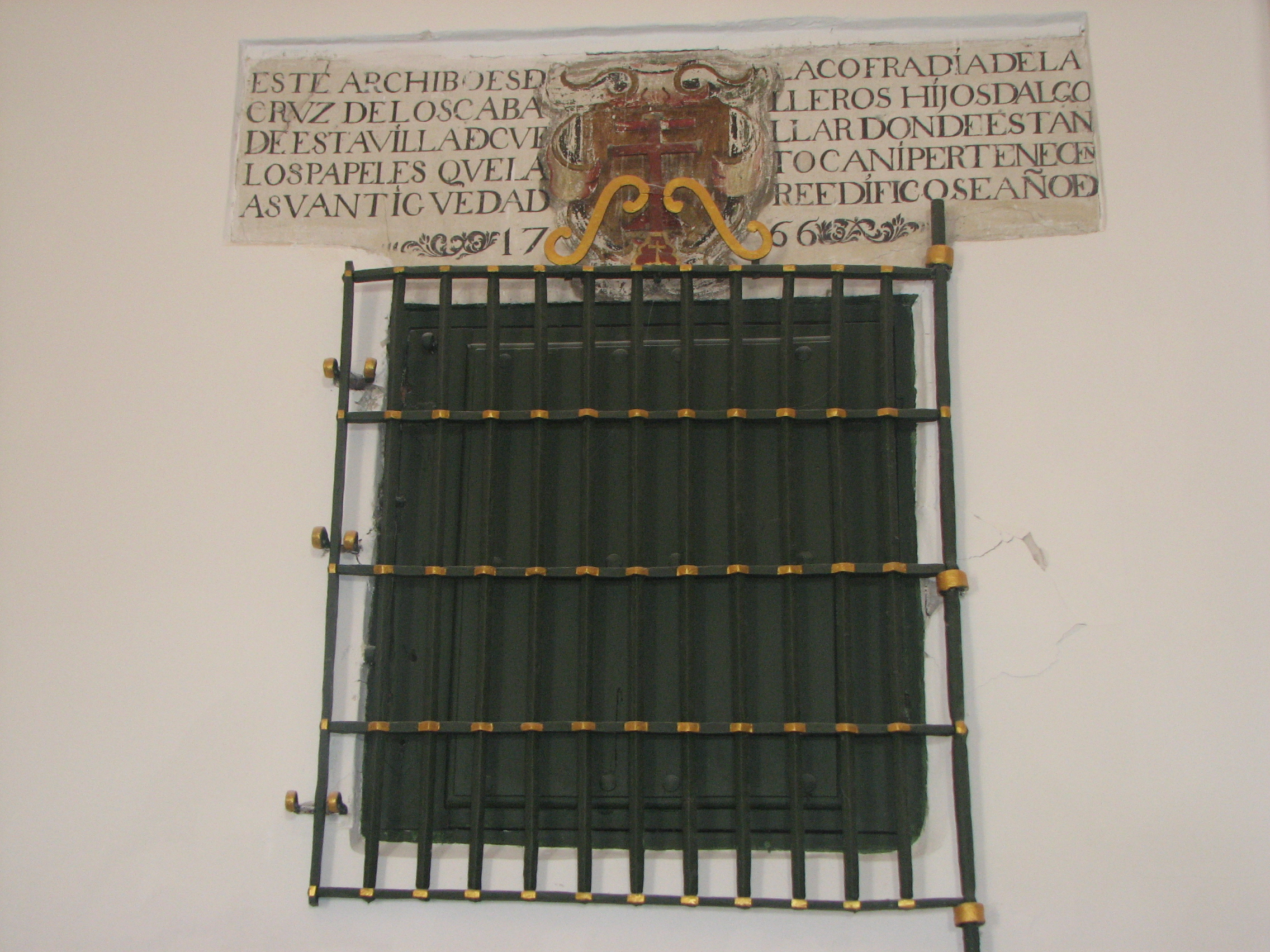
Detalle en la nave central de la iglesia de San Esteban, de la estancia donde se guardaba el archivo de la corporación.

La Cofradía de la Santa Cruz de los Caballeros Hijosdalgo (también denominada de la Virgen Digna y vulgarmente la Visandina ) fue una cofradía de estatuto destinada exclusivamente a los hidalgos, instaurada en la villa de Cuéllar (Segovia) España. Entre los siglos XIV y XV al igual que otras corporaciones nobiliarias similares, aunque la primera noticia documentada de su existencia data del primer tercio del siglo XVI. Su sede fue la iglesia de San Esteban, donde aún se conserva la estancia que custodió su archivo, y que actualmente se encuentra desaparecido.
Para pertenecer a ella había que cumplir una serie de requisitos, entre los que se encontraban ser hidalgo y vecino de Cuéllar, así como pertenecer a su Casa de los Linajes en el caso de los hombres, mientras que para las mujeres debían pertenecer a ella sus maridos. De ella formaron parte los duques de Alburquerque y sus hijos, así como otros nobles titulados. Subsistió hasta el siglo XIX, desapareciendo fruto de las nuevas corrientes impuestas por el Liberalismo.